# الصناعة في العراق
الصناعة في العراق، الملاحظ في العراق، تدني قطاع الصناعة، قياسا بالدول المتقدمة، ويعتمد تمويل هذا القطاع على مورد النفط، الذي كان القطاع الاجنبي يسيطر عليه، وعلى الهيكل الاقتصادي للدولة.
إلا أن العراق، ومنذ عام 1973 أصبح يمتلك معظم حقول النفط المنتجة في البلاد، وكان مورد النفط يشكل 93% من قيمة صادرات العراق خلال السنوات 1966-1968، كما ارتفعت النسبة إلى 98% سنة 1977، مما جعل صادرات العراق أحادية السلعة، وقد شعرت الدولة بهذا الخلل، فأخذت تخطط لتنمية القطاعات الأخرى كالزراعة، والصناعة، لكي يحدث نوع من التوازن في بنيان الاقتصاد الوطني، وساعد على ذلك توفر المبالغ من عوائد النفط، التي أزدادت من 55,5 مليون دولار عام 1970 إلى 24,8 مليار دولار عام 1980 وإلى 31,7 مليار دولار عام 2005 من خلال تصدير 1,6 مليون برميل يوميا بسعر 55 دولار للبرميل الواحد، وقد أتجهت زيادة العوائد من النفط، نحو تنمية مشاريع الإعمار في البلاد، ولاسيما الصناعة منها.

## تشخيص المنظومة الصناعية
تتسم المنظومة الصناعية في العراق بجملة من الخصائص، التي خلفتها عقود من سوء الإدارة، والحروب، والإدمان المفرط على النفط، في تمويل الموازنة، وتلبية حاجات البلد من السلع، والخدمات الأجنبية، ومن ابرز هذه الخصائص:
1. رغم ارتفاع حجم الوحدات الصناعية التابعة للقطاع الخاص (قرابة 17752 منشأة)، فإنها تمثل 98.3% مقابل 1.5% مملوكة للدولة، و0.2% ذات ملكية مشتركة. إلا أن إنتاج شركات القطاع العام في العراق، يشكل قرابة 90% من اجمالي الإنتاج الصناعي في البلد.
2. على المستوى التكنولوجي تصنف 56% من معامل الشركات العامة، بانها منتجة لمنتجات عالية، ومتوسطة المكون التكنولوجي، مقابل 28% منخفضة المكون التكنولوجي، و16% معتمدة على المواد الخام. إلا أن واقع القطاع الصناعي، يفصح عن قدم المكائن، والمعدات، وضعف مواكبة، واستخدام التطورات التكنولوجية، والمنظومات الحديثة في السيطرة والتشغيل.
3. تقدر نسبة مساهمة القطاع الصناعي في الناتج المحلي الاجمالي قرابة 2%، فضلاً على انخفاض القيمة المضافة، لتصل إلى قيم سالبة في بعض شركات القطاع العام. ويقدر حجم الشركات العامة المتوقفة عن العمل قرابة 30% حتى العام 2011.
4. انخفاض معدلات الإنتاجية، وتزايد معدلات البطالة، حيث تعمل قرابة 70% من شركات القطاع العام بقرابة 30-50% من طاقاتها الإستيعابية. فضلا على تدني مستويات الجودة والنوعية الناجم عن ضعف الالتزام بالمواصفات القياسية للإنتاج.
5. ضعف مساهمة القطاع الصناعي، كمولد لفرص العمل، وتشغيل الايدي العاملة في العراق، إذا يقدر اجمالي الايدي العاملة المنخرطة في هذا القطاع (عام، مختلط، خاص) قرابة 500 الف عامل. فضلا على اعتماد قرابة 40% من الشركات العامة على المعونات الحكومية، في تسديد رواتب العاملين لديها، كونها شركات خاسرة.

## أقسام الصناعة في العراق[3]

### الصناعات الاستخراجية
وهي التي تعتمد على استخراج النفط، والغاز الطبيعي، وكذلك المعادن مثل الكبريت، الموجود في الكياره، والمشراق، والفوسفات في عكاشات غرب الأنبار.

### الصناعات التحويلية

#### أولاً: الصناعة الغذائية
1. صناعة الالبان: توجد هذه الصناعة، في قضاء أبي غريب، غرب بغداد، وهي تنتج مختلف أنواع الالبان، كما يوجد مصانع أخرى في كل من اربيل، ونينوى، والموصل، ومعمل الجزيرة، والبصرة، وبابل، وجميع المعامل لا تغطي الاكتفاء الذاتي، إذ لايسد سوى 15% من الاكتفاء، بسبب عدم مقدرته على منافسة المنتوج المستورد، وكذلك دمار بعض معامله اثر الحروب المتكررة. كما قد سعت الحكومة بعد 2003م إلى أن تعيد وتؤهل هذه الصناعة، فأعادت تاهيل بعض معامله، وبناء معمل في مركز الديوانية، وشراء أنواع جديدة من الابقار لزيادة الإنتاج من الحليب، وشراء اعداد كبيرة من ابقار الفريزن، وابقار أستراليا، وما زالت تخطط لزيادة الإنتاج.. وفي عام 2016م وصل العراق إلى نسبة 25% من الاكتفاء الذاتي.
2. صناعة الزيوت النباتية: ان الذي يقوم بهذه الصناعة حالياً هي شركة الاتحاد للصناعات الغذائية المحدودة، مصنع تكرير الزيوت النباتية الذي انشئ مطلع عام 2017 ويقع في محافظة بابل في قضاء المدحتية على الطريق السريع. فبعد ما كان العراق يعتمد على الزيوت المستوردة بشكل كبير جداً مع وجود بعض المصانع الصغيرة لتعبئة الزيوت فقط، أنشأت شركة الأتحاد مصنعها لتكرير الزيوت النباتية بطاقة إنتاجية وصلت إلى أكثر من 2000 طن تكرير يوميا و5000 طن تعبئة باليوم الواحد حيث يتعبر الآن المصنع الأول بالعراق والشرق الأوسط بفضل طاقتة الأنتاجية العالية وبفضل التقنيات الحديثة المستخدمة لأول مره في العالم، حيث شاركت كبرى شركات العالم في هذا المجال بتصميم وتجهيز هذا المصنع العالمي. بفضل شركة الأتحاد تم تحقيق الاكتفاء الذاتي بنسبة 100% وتغطيه العراق بسد حاجة البطاقة التمونية والسوق المحلية بالكامل وتصدير الفائض إلى خارج العراق من مادة الزيت النباتي ووقف الأستيراد الذي اهلك الصناعة العراقية كثيراً.
3. صناعة السكر: السكر صناعة متميزة بين الصناعات العراقية بسبب جودته، بدءت شركة الأتحاد للصناعات الغذائية المحدودة بأنشاء أكبر مصنع لتكرير السكر مطلع عام 2012 في محافظة بابل قضاء المدحتية يعتبر مصنع تكرير السكر أحد أكبر مصانع تكرير السكر في الوطن العربي والشرق الأوسط وشمال أفريقيا، حيث صمم و نفذ مصنع تكرير السكر وفق مواصفات وضوابط عالمية وحسب التصاميم الموردة من شركات ألمانية وتشيكية وتركية وشركات أخرى بين المحلية والعربية طبقا لاحدث التكنلوجيا العالمية في الوقت الحاضر.حيث أن الطاقة الإنتاجية للمصنع هي  4000 طن يوميا أو 1.4 مليون طن سنوياً  وهذه الطاقة كفيله بسد حاجة البطاقة التمونية والسوق المحلية بالكامل وتصدير الفائض إلى خارج العراق كون ان حاجة العراق 950 الف طن من السكر الابيض والمصنع طاقته الأنتاجية أكبر بكثير لتغطية احتياج العراق لمدة 15 سنة القادمة.
4. صناعة التعليب.
5. مصانع تصفية المياه، وصناعة المشروبات.

#### ثانياً: الصناعة والنسيجية والجلدية
1. صناعة الغزل، والنسيج القطني.
2. صناعة الغزل، والنسيج الصوفي.
3. صناعة الغزل والنسيج الحريري.
4. صناعة الجلود.
5. صناعة الالبسة الجاهزة.
6. صناعة البساط، والسجاد.

#### ثالثاً: صناعة مواد البناء
1. الإسمنت: الإسمنت أكبر وأقوى صناعة في العراق بدأت هذه الصناعة في العراق، مطلع الخمسينات، بإنشاء معمل في بغداد، ثم توسعت لأجزاء أخرى من العراق، ويوجد في العراق العديد من المعامل هي:

- معمل بادوش الجديدة ومعمل بادوش القديمة ومعمل بادوش التوسيع في نينوى.
- معملان في ناحية حمام العليل، جنوب الموصل في محافظة نينوى.
- معمل في سنجار، وهو معمل ضخم وعملاق في محافظة نينوى.
- معمل إسمنت الفلوجة، في محافظة الانبار.
- معمل إسمنت كبيسة، في محافظة الانبار.
- معمل سرچنار في السليمانية، وهو معمل عملاق.
- معمل إسمنت السدة، في بابل.
- معمل إسمنت كربلاء، في محافظة كربلاء.
- معمل إسمنت الكوفة، في محافظة النجف الشرف.
- معمل إسمنت السماوة، في محافظة المثنى.
- معمل إسمنت المثنى، في محافظة المثنى.
- مجموعة معامل أخرى في كركوك، والسليمانية والبصرة.
- معمل إسمنت ماس، من أكبر معامل العراق بطاقة إنتاجية تصل إلى 6000000طن سنويا في سليمانيه بازيان.

1. الطابوق.

#### رابعاً: الصناعات الكيماوية
1. صناعة البتروكيماويات: (صناعة التكرير، صناعة الغاز المسال).
2. الأسمدة الكيماوية: هذه الصناعة، من الصناعات متوسطة الأهمية، حيث يوجد لهذه الصناعة معملان في البصرة لإنتاج (اليوريا والامونيا)، وهناك معمل كبير في شمال غرب الرطبة جنوب القائم في محافظة الانبار في منطقة عكاشات ينتج 100% من إنتاج الاسمدة الفوسفاتية في العراق، وهناك معمل في بيجي ينتج اليوريا والامونيا. اما بعد دخول داعش فقد توقف عمل مصنع عكاشات وبيجي والان اعيد أحد معامل البصرة للعمل بعد إعادة تأهيله إذ انه وقف في ثمانينات القرن الماضي جراء الحروب. العراق أخذ اكتفائه الذاتي في نهاية 2015م من اليوريا والامونيا وصدر ولاول مرة باخرة محملة باليوريا إلى خارج العراق في 10/3/2016م ومن المحتمل ان يؤهل المعمل الثاني والثالث في كل من البصرة وبيجي على التوالي وبذلك يزداد التصدير كثيراً ويحقق بذلك تقدماً نوعيا لصالح الصناعة العراقية تطويره في المستقبل القريب.
3. المنظفات.
4. الورق.
5. الزجاج.
6. الادوية: يعد من الصناعات المهمة جداً في العراق، ويقوم به كل من القطاع الخاص، والقطاع الحكومي، المتمثل بالشركة العامة للصناعات الكيميائية وأكبر معامله هي منشأة سامراء لإنتاج الادوية، والتي تسد حاجة 25% من حاجة العراق، وهناك معامل أخرى في بغداد، وديالى، وبابل، والتي تسد 45% من حاجة العراق. أي ان العراق قد أخذ نسبة 70% من اكتفائه الذاتي، وسيرتفع النسبة إلى 80% إذ اعيد تحرير محافظة نينوى، الذي يقع فيه معمل في قضاء تلكيف شمال الموصل، واخر في الموصل، وستقوم الحكومة، ببناء مدينة لصناعة الادوية في الناصرية، وبغداد، ليصل الاكتفاء الذاتي إلى 95% في سنة 2025م.
7. البطاريات.

#### خامساً: الصناعات المعدنية والكهربائية الأساسية
1. الحديد، والصلب: هذه الصناعة من أهم الصناعات التي تتعلق بمجال البناء، بني لها مجمع صناعي متكامل في البصرة، في ناحية ام قصر، جنوبي البصرة، والمجمع يتزود بخامات الحديد من الخارج، الذي يستورده العراق ويزود المجمع بالغاز من حقول الرميلة الشمالية، وينتج الحديد فيه إلى ثلاث مراحل هي: (الحديد، والشيلمان، وحديد التسليح البناء)، (الحديد الاسفنجي-الزهر)، (الصلب).. لكن المجمع لا يكفي الا لسد حاجة ما يقارب 30% من حاجة العراق، لذلك بني مجمع آخر في كربلاء تابعة لشركة يابانية استثمارية تنتج 20% من الاكتفاء الذاتي، والمعمل الثالث أو المجمع الثالث في محافظة واسط، وسوف ينتج حوالي 20% من إنتاج العراق.
2. المحولات الكهربائية.
3. الأجهزة الكهربائية البسيطة.